# Esencia (álbum de Tierra Santa)
Esencia es el tercer álbum recopilatorio del grupo español de heavy metal Tierra Santa y fue publicado en 2014 por el sello Maldito Records.

## Grabación y lanzamiento
Las grabaciones de este material discográfico se realizaron en los Estudios Sonido XXI de Esparza de Galar, Navarra, iniciando en el mes de noviembre de 2013 y concluyendo un mes después. Fue producido por Javier San Martín. En la grabación de esta producción participaron los guitarristas Eduardo Zamora, Natxo Zabala y Jon Zagalaz.
Este álbum se publicó el 4 de marzo de 2014 y se divide en dos discos: uno con canciones eléctricas y otro con temas acústicos. Se lanzaron dos sencillos de Esencia: «La canción del pirata» y «El canto de las sirenas», pertenecientes al disco uno y al dos respectivamente.

## Lista de canciones
Todos los temas fueron escritos por Tierra Santa, excepto donde se indique lo contrario.

| Disco uno: Disco eléctrico |                          |                    |          |  |
| N.º                        | Título                   | Escritor(es)       | Duración |  |
| 1.                         | «La sombra de la bestia» |                    | 4:57     |  |
| 2.                         | «La momia»               |                    | 5:14     |  |
| 3.                         | «El bastón del Diablo»   |                    | 5:36     |  |
| 4.                         | «La canción del pirata»  | José de Espronceda | 7:04     |  |
| 5.                         | «Legendario»             |                    | 4:52     |  |
| 6.                         | «Séptima estrella»       |                    | 4:22     |  |
| 7.                         | «Pegaso»                 |                    | 4:02     |  |
| 8.                         | «David y el gigante»     |                    | 4:34     |  |
| 9.                         | «Kamikaze»               |                    | 3:10     |  |
| 43:51                      |                          |                    |          |  |

| Disco dos: Disco acústico |                                   |          |  |
| N.º                       | Título                            | Duración |  |
| 1.                        | «El canto de las sirenas»         | 3:53     |  |
| 2.                        | «El amor de mi vida»              | 4:18     |  |
| 3.                        | «La leyenda del Holandés Errante» | 3:54     |  |
| 4.                        | «La mano de Dios»                 | 4:03     |  |
| 5.                        | «Para siempre»                    | 4:17     |  |
| 6.                        | «Héroe»                           | 3:34     |  |
| 7.                        | «Tu misión»                       | 3:21     |  |
| 8.                        | «Hermano del viento»              | 4:18     |  |
| 31:38                     |                                   |          |  |

## Créditos

### Tierra Santa
- Ángel San Juan — voz principal y guitarra rítmica
- Arturo Morras — guitarra principal y coros
- Roberto Gonzalo — bajo y coros
- David Carrica — batería
- Juanan San Martín — teclados

### Músicos adicionales
- Eduardo Zamora — guitarra
- Natxo Zabala — guitarra
- Jon Zagalaz — guitarra